# Афинодор (предводитель восстания)
Афинодор (др.-греч. Ἀθηνόδωρος) — предводитель греческих колонистов в Бактрии и Согдиане, восставших в 325 году до н. э.
Происхождение Афинодора неизвестно. Во время долгого отсутствия в Индийском походе Александра Македонского, посчитав правдой слухи о его смерти, подняли бунт поселённые в Бактрии и Согдиане в 327/326 году до н. э. греческие колонисты, желающие вернуться на родину. Они побудили присоединиться к мятежу и местных жителей. По сообщению Диодора Сицилийского, восставших было до трёх тысяч человек. Согласно Курцию Руфу, эллины провозгласили своим предводителем Афинодора, принявшего затем царский титул. Это, в частности, по замечанию Кошеленко Г. А., опровергает предположение античного писателя, что у восставших не было вражды к Александру. Однако вскоре другой грек Бикон, сумев привлечь на свою сторону местного уроженца Бокса, организовал заговор против Афинодора, который был убит во время пира.
По предположению Ф. Холта, Афинодор и Бикон являлись предводителями различных «фракций» восставших — радикальной и более умеренной. Поэтому Бикон исходил не из личных амбиций, а из недовольства своих сторонников некоторыми действиями Афинодора. Е. О. Стоянов, отметив изящество подобной гипотезы, признал её недостаточно аргументированной, так как она не засвидетельствована историческими источниками. По замечанию А. С. Шофмана и Кошеленко, Бикон идентичен Филону, возглавившему выступление греческих колонистов уже после действительной смерти Александра Македонского в 323 году до н. э.